# Blackburn Firecrest
O Blackburn B-48 Firecrest, também designado YA.1 pela SBAC, foi um caça construído pela Blackburn Aircraft para prestar serviço na Fleet Air Arm durante a Segunda Guerra Mundial. Foi desenvolvido a partir do problemático Firebrand. Com a designação B-48, e com o nome informal de Firecrest, de três protótipos construídos apenas dois chegaram a voar.
O desenvolvimento desta aeronave foi sucessivamente prolongado devido a alterações de design e um demorado fornecimento de componentes, porém, a determinação do Ministério do Abastecimento, em 1946, que a fuselagem não alcançava os requisitos de um caça, acabou por cancelar o projecto. A construção dos três protótipos continuou para serem usados em testes. Os dois exemplares foram vendidos de volta à Blackburn em 1950 e a terceira aeronave, juntamente com as restantes, foi transformada em sucata em 1952.

## Design
O Firebrand exigiu bastante esforço por parte da Blackburn para construir uma aeronave que justificasse uma produção em massa, e as primeiras discussões sobre a aeronave com um design de asas diferente tiveram lugar em Setembro de 1943. Era estimado que as novas asas aliviassem o peso da aeronave em 318 kg, o que por sua vez aumentaria a velocidade em 21 km/h. Este novo design e as suas constantes alterações fizeram com que a fuselagem tivesse que ser alterada. Em Outubro de 1943, a equipa de design da Blackburn, liderada por G.E. Petty, iniciou os trabalhos no desenvolvimento desde novo Firebrand, o que levou à exposição da Specification S.28/43 ao Ministério do Ar  em 26 de Fevereiro de 1944 para uma nova aeronave. A especificação incluía um dado sobre o motor, um Bristol Centaurus 77, que permitiria uma redução do leme.
Este novo design, com a designação B-48, era referido pela Blackburn como "Firecrest", contudo a aeronave era referida na Marinha Real Britânica e no ministério através do número da especificação. Monoplano, de asas longas e fuselagem toda em metal, o cockpit foi, em relação à aeronave antecessora, elevado e desenhado mais próximo do nariz da aeronave, de modo a que o piloto tivesse um melhor campo de visão do espaço à sua frente, com destacada importância para o exercício de aterragem em convés. O design da copa do cockpit foi baseado na do Hawker Tempest. Na traseira da fuselagem estava instalado um tanque de combustível de 240 litros e um tanque de 420 litros em casa asa. As asas do B-48 eram do tipo invertido à asa de gaivota, porém mais finas que as do seu antecessor. Compostas por duas secções, podia ser dobrada através de um sistema hidráulico para permitir uma economia de espaço e, assim, maximizar o número de aeronaves estacionadas num porta-aviões. Quatro flaps foram instaladas para permitir um melhor controlo da aeronave em baixas velocidades antes do exercício de aterragem, complementadas por flaps para abrandar a aeronave, em ambos os lados das asas. No âmbito da modificação da estrutura, a mesma tornou-se mais simples, tendo sido o peso reduzido em 635 kg e, mesmo após aumentar a quantidade de combustível que a aeronave carregaria nas asas em 320 litros, o peso continuava 410 kg mais leve em comparação com o antecessor Firebrand.
O início do trabalho em dois protótipos foi autorizado em Novembro de 1943, porém várias propostas de motores alternativos provocaram novos atrasos no projecto. Em 1945, de acordo com a Specification S.10/45, foi tomada a decisão de não só adicionar mais um protótipo alimentado por outro motor Centaurus, mas também de iniciar a construção de três protótipos alimentados por um motor Napier E.122 (um motor desenvolvido a partir do Sabre). O ministério acreditava que isto ajudaria a Blackburn a aumentar o seu conhecimento em design estrutural e aerodinâmico e auxiliar o desenvolvimento da Napier. Contudo, cálculos na estrutura destes novos protótipos descobriram que as aeronaves propostas pela S.10/45 apenas ficariam balançadas se o motor E.122 fosse posicionado atrás do cockpit. Um novo design, provocando um aumento do peso total da aeronave em 454 kg, juntamente com os fundos limitados disponíveis para a Marinha Real aplicar, significariam que a S.10/45 deixaria de ter justificação para se materializar e, consequentemente, foi cancelada a 8 de Outubro de 1945. No design final, o motor Centaurus 77 foi cancelado em Janeiro de 1946 e um motor mais convencional foi escolhido, o Centaurus 57. Veio-se a descobrir que este motor requeria apoios flexíveis aquando da sua montagem na fuselagem, pelo que foi modificado, tornando-se no novo Centaurus 59. O estabilizador vertical e o leme tiveram que ser expandidos de 3,1 para 3,8 metros quadrados, para contra-agir ao torque provocado pelo novo motor. Em Setembro de 1946 uma análise de força, conduzida pelo Ministério do Abastecimento, revelou que a aeronave iria necessitar de mais força para servir como caça bombardeiro/torpedeiro e ainda assim estar apto de combater contra outras aeronaves. Sendo que um novo design seria necessário, o projecto teria de iniciar-se todo novamente, para criar uma nova aeronave capaz de alcançar os requisitos do ministério. Isto apenas faria com a aeronave se tornasse um semelhante em peso e performance à já existente Westland Wyvern que, estando já a voar, fez com que não houvesse a necessidade para uma aeronave semelhante.
Devido a atrasos na entrega das hélices, o primeiro protótipo saiu da fábrica de Brough em Fevereiro de 1947 e foi levado, pela estrada, até a base aérea da RAF em Leconfield, onde efectuou o seu primeiro voo no dia 1 de Abril de 1947. Os três protótipos iniciais estavam completados até o final de Setembro do mesmo ano, e o terceiro protótipo havia sido modificado ao reduzir o ângulo diedro das asas em 3 graus. Tanto o segundo como o terceiro protótipo ainda não haviam realizado o seu primeiro voo quando o Ministério do Abastecimento ordenou que todos os voos fossem cancelados e os trabalhos nas aeronaves fossem terminados. Apesar desta ordem, o terceiro protótipo foi levado para realizar testes nos ailerons de ambas as asas, devido ao facto de que, aquando dos testes no primeiro protótipo, ao comprovar que os ailerons eram adequados a uma velocidade de cruzeiro, descobriu-se que eram pesados em baixas e altas velocidades. Já o segundo protótipo foi levado e submetido a testes estruturais.
O terceiro protótipo efectuou o seu primeiro voo no início de 1948, porém os testes foram tão vagos que, a 30 de Novembro, a aeronave tinha apenas 7 horas e 40 minutos de voo, metade das quais haviam sido realizadas em espectáculos aéreos. Os testes foram cessados em Março de 1949 quando a entidade responsável concluiu que nada mais havia que justificasse mais testes. Apesar de o Firecrest ser mais veloz que o Firebrand e possibilitava uma melhor visão aos seus pilotos, não deixou de ser uma desilusão, tendo o piloto de testes e aviador naval Eric Brown proferido que o Firecrest era ainda menos manobrável que o seu antecessor Firebrand, enquanto os ailerons dificultavam o manuseamento da aeronave, provocando instabilidade em condições turbulentas.

## Histórico operacional
A experiência operacional veio a demonstrar que o Firebrand estava longe de alcançar os requisitos mínimos para poder prestar serviço a bordo de um porta-aviões. Particularmente, o piloto tinha um campo de visão muito reduzido devido ao longo nariz da fuselagem, dificultando a aterragem. O Firecrest, planeado para ser uma evolução, também foi considerado problemático, não só a nível de design, mas também pela pouca potência. Apesar de a Blackburn ter feito propostas para um motor melhor, a aeronave que os recebeu acabou por ser a Wyvern, da Westland. Dois protótipos continuaram a ser usados até 1949, tendo as aeronaves acabado por ser transformadas em sucata.

## Aeronaves

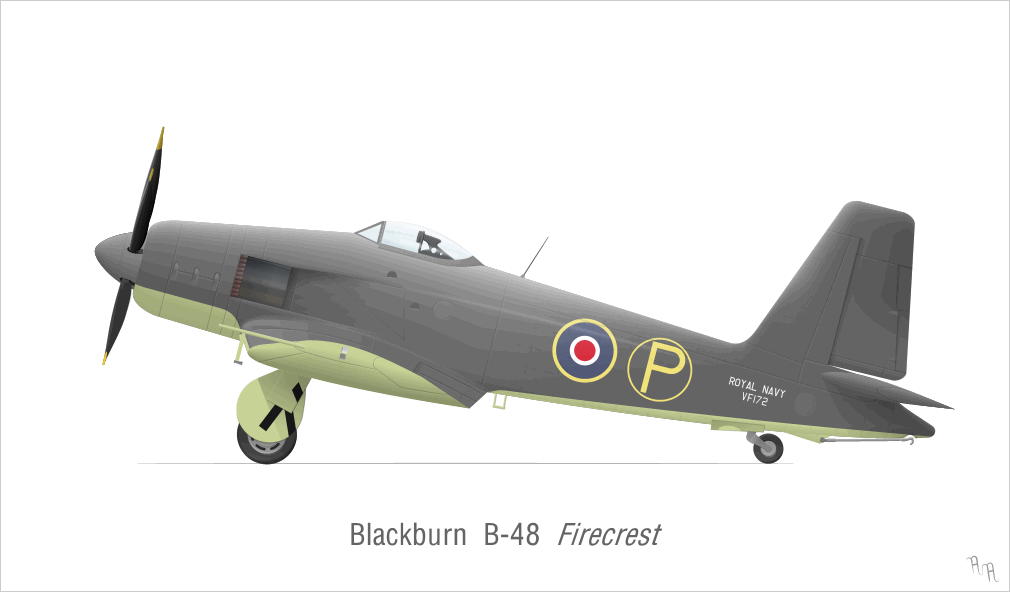
O terceiro protótipo do Firecrest, o VF172

RT651
O primeiro protótipo, encomendado a 1 de Janeiro de 1944 pela Specification S.28/43. A fuselagem foi vendida de volta à Blackburn a 17 de Abril de 1950.
RT656
O segundo protótipo, também encomendado a 1 de Janeiro de 1944, foi usado para testes estruturais antes de ser descartado em 1952.
VF172
O terceiro protótipo, encomendado a 18 de Abril de 1945, foi usado para testes com os ailerons. A fuselagem foi vendida de volta à Blackburn a 17 de Outubro de 1949.
Três outros protótipos foram encomendados a 14 de Março de 1945, alimentados por um motor Napier E.122, porém a ordem para a sua construção foi cancelada e as aeronaves não chegaram ser construídas.

## Operadores
Reino Unido
- Fleet Air Arm (nunca entrou em serviço)